# Marsaxlokk Football Club
Lo Marsaxlokk Football Club, meglio noto come Marsaxlokk, è una società calcistica maltese con sede nella città di Marsa Scirocco (Marsaxlokk).

## Rosa 2024-2025
| N. |                      | Ruolo | Calciatore        |
| -- | -------------------- | ----- | ----------------- |
| 1  | Malta (bandiera)     | P     | Fredrick Tabone   |
| 5  | Nigeria (bandiera)   | D     | Edafe Uzeh        |
| 7  | Malta (bandiera)     | C     | Ayrton Attard     |
| 8  | Malta (bandiera)     | A     | Terence Vella     |
| 9  | Albania (bandiera)   | A     | Kristian Keqi     |
| 11 | Malta (bandiera)     | A     | Alfred Effiong    |
| 13 | Italia (bandiera)    | C     | Claudio Bonanni   |
| 14 | Argentina (bandiera) | C     | Walter Serrano    |
| 17 | Malta (bandiera)     | C     | Peter Xuereb      |
| 19 | Malta (bandiera)     | D     | Emerson Vella     |
| 20 | Malta (bandiera)     | C     | Peter Paul Sammut |
| 21 | Argentina (bandiera) | C     | Santiago Ferraris |
| 22 | Malta (bandiera)     | C     | Dale Mifsud       |

| N. |                      | Ruolo | Calciatore         |
| -- | -------------------- | ----- | ------------------ |
| 24 | Argentina (bandiera) | C     | Juan Cruz Aguilar  |
| 25 | Argentina (bandiera) | D     | Oscar Carniello    |
| 26 | Austria (bandiera)   | C     | Raphael Holzhauser |
| 30 | Malta (bandiera)     | C     | Ryan Scicluna      |
| 37 | Argentina (bandiera) | C     | Santiago Moracci   |
| 88 | Serbia (bandiera)    | D     | Dejan Vuković      |
| 93 | Francia (bandiera)   | A     | Vamara Sanogo      |
| 95 | Serbia (bandiera)    | P     | Marko Drobnjak     |
| 96 | Malta (bandiera)     | C     | Daniel Agius       |
| 99 | Brasile (bandiera)   | A     | Tiago Adan         |
|    | Argentina (bandiera) | D     | Leandro Aguirre    |
|    | Cile (bandiera)      | P     | José Luis Gamonal  |

### Rose delle stagioni precedenti
- 2008-2009

## Palmarès

### Competizioni nazionali
- Campionato maltese: 1

2006-2007
- Third Division: 1

2015-2016

### Altri piazzamenti
- Campionato maltese:

Secondo posto: 2007-2008
Terzo posto: 2005-2006
- Coppa di Malta:

Finalista: 2003-2004, 2022-2023
Semifinalista: 2008-2009
- Supercoppa di Malta:

Finalista: 2007